# Papa Silvério
Silvério (em latim: Silverius); (Frosinone, c. 480 — Ponza, 2 de dezembro de 537) foi o 58.º Papa da Igreja Católica, de 8 de junho de 536 até a sua desposição em 11 de março de 537. É venerado como Santo pela Igreja Católica. Foi filho do Papa Hormisda, que fora casado antes de se tornar prelado.

## O Pontificado
Foi eleito por determinação do rei dos godos, Teodato, para suceder o papa Agapito I, que morrera em Constantinopla. Naquela cidade estava também o candidato mais forte à sucessão, Vigílio, que contava com o apoio da Imperatriz Teodora.
A ascensão de Silvério ao trono pontifício, portanto, foi fonte de ásperas relações entre o diácono Vigílio e o novo papa.
Em 536, Teodato era morto, enquanto as tropas bizantinas de Belisário entravam em Roma e Silvério viu-se só, no centro de um complô tramado pelo próprio Vigílio. Este conseguiu a deposição de Silvério, que foi exilado na província da Lícia, e, assim, elegeu-se Papa em 537.
Do exílio, Silvério, com a intervenção do imperador Justiniano I, conseguiu obter a revisão do processo, demonstrando a sua inocência e voltando a Roma e ao trono de São Pedro; mas Belisário, certamente instigado por Vigílio, fez com que fosse aprisionado na Ilha Ponza. Em março de 537, Silvério foi forçado a abdicar, assinando um documento no qual renunciava a trono de São Pedro em favor de Vigílio. Por causa da conspiração, foi martirizado em 2 de Dezembro de 537, na ilha de Palmarola, uma das Ilhas Pontinas, lá ele morreu de fome, alguns meses depois. Seu corpo foi trasladado para a Catedral da Comuna de Ponza, em 20 de Junho do ano seguinte.

## O culto
Segundo o Liber Pontificalis, depois de sua morte, os fiéis que o visitavam na sua tumba o invocavam constantemente como Santo. A primeira prova desta veneração está documentada em um hagiológio do século XI (Mélanges d'archéologie et d'histoire, 1893, 169).
O Martyrologium di Petrus de Natalibus, do século XIV, contemplava a sua festa em 2 de dezembro.
Atualmente, São Silvério é muito venerado na Ilha de Ponza, de onde é padroeiro. A sua memória litúrgica se dá em 20 de junho.

## Leitura de apoio
- Louise Ropes Loomis, The Book of Popes ("Liber Pontificalis"). Merchantville, NJ: Evolution Publishing. ISBN 1-889758-86-8 (Reimpressão da edição de 1916).